# Bernhard Ziegler (Journalist)
Bernhard Ziegler (* 26. Januar 1964 in München) ist ein deutscher Verleger, Journalist, Humorist, Moderator und Alpinautor.

## Leben
Ziegler hat zusammen mit Ralf Flörke 1994 das „Verrückte Telefon“ (Spaßanrufe im Radio) bei Charivari München eingeführt. Das Comedy-Element beruht auf dem amerikanischen Vorbild „Candid Phone“. Danach war Ziegler Programmleiter bei Radio Arabella München (1997 bis 2000).
Seit 2001 ist Bernhard Ziegler beim Bayerischen Rundfunk. Für das Programm Bayern 1 produzierte er bis August 2016 das sogenannte „Spaßtelefon“. Diese Spaßanrufe gehören zu den beliebtesten Humorelementen des Bayerischen Rundfunks und sind auf sechs CDs erschienen (Stand 2010). Kurzzeitige überregionale Aufmerksamkeit erlangte ein Telefonat mit Lothar Matthäus: Ziegler bot dem Ex-Fußballer einen Platz als Sportminister im Bundeskabinett an, woraufhin Matthäus zusagte.
Als Gitarrist spielte Ziegler auch 12 Jahre lang (bis 2013) in der Bayern-1-Band, eine Musikgruppe mit ausschließlich Mitarbeitern des Senders.
Im Jahr 2000 gründete Ziegler den Tourentipp Verlag und das Bergsportportal tourentipp.com. Zudem schreibt Ziegler Artikel zu Bergsportthemen für verschiedene Printmedien und arbeitet für das Rucksackradio des Bayerischen Rundfunks.
Seit 2016 ist Ziegler als Wettermoderator für Bayern 1 tätig und arbeitet für die Bergsteigerredaktion des Bayerischen Rundfunks.